# Henry Every
Henry Every (Newton Ferrers, 20 de agosto de 1659 – 1699), também conhecido como Henry Avery, foi um pirata inglês. Conhecido na história por ser um dos poucos piratas que se aposentou com seus saques; Every fez o maior roubo pirata de todos os tempos, quando saqueou o navio Ganj-i-sawai, mesmo atuando apenas dois anos como pirata. Possuiu vários pseudônimos, como John Avery, Long Ben e Benjamin Bridgeman.

## Biografia

### Início da vida nos mares

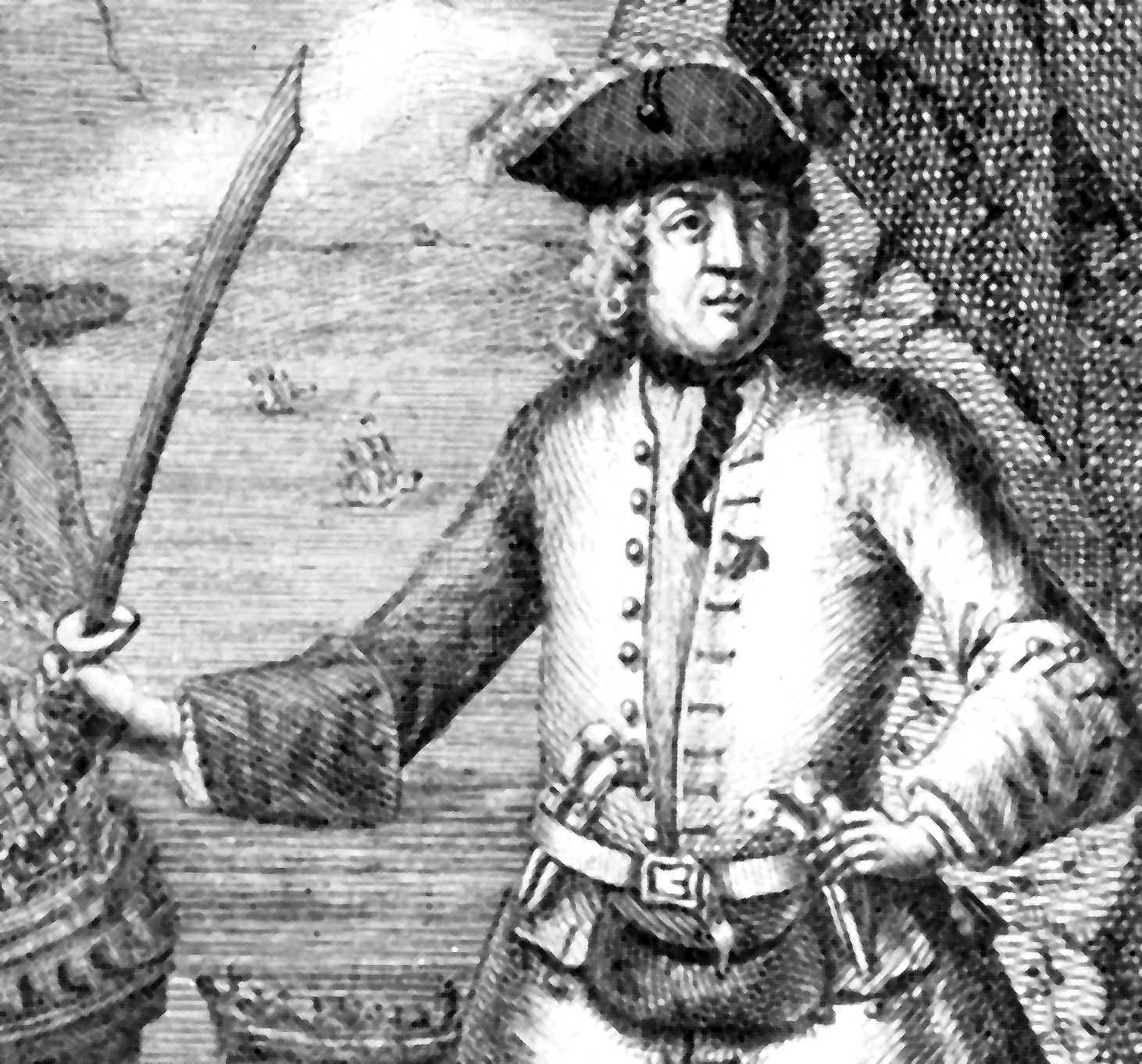
Pintura representativa de Henry Every

Henry Every tornou-se marinheiro ainda muito jovem, trabalhando inicialmente em navios mercantes. Alguns documentos afirmam a sua presença a bordo de um navio inglês em 1671, tendo assim cerca de 12 anos somente; por conta das guerras contra os franceses, Every ingressa na Marinha Real Britânica por volta de 1688, onde serviu como suboficial a bordo do HMS Rupert e do HMS Albemarle e participado de batalhas em ambas embarcações. 
Ele estava insatisfeito com o tratamento que os marinheiros da Marinha Real Britânica recebiam, pois eram espancados e humilhados por seus superiores, comiam comida estragada e não recebiam seus pagamentos como deviam. Além de ver que seus companheiros quando adoeciam, se acidentavam no serviço ou em batalhas, acabavam se tornando inválidos e passavam a viver como mendigos, já que a marinha não lhes dava nenhum apoio. 
Em 1693 surgiu a grande oportunidade de Avery mudar de vida. Comerciantes estavam montando uma esquadra de quatro navios em Londres, com o objetivo de saquear plantações e navios franceses na América, além de negociar com os colonos espanhóis, os comerciantes pagariam bem e com mais garantias que a Marinha Real. Avery tinha esperança também de comer e beber melhor que nela - o salário do primeiro mês sairia antes dos navios saírem do porto. Com seu currículo de primeira linha, Avery foi contratado para ser primeiro oficial da capitânia Charles II, que possuía 46 canhões e ficaria sob o comando do capitão Charles Gibson. Os outros três navios da esquadra seriam James, Dove e Seventh Son. 
Em agosto de 1693 os homens partiram de Londres rumo a Corunha, onde receberiam mapas e documentos para navegar no Caribe. Eles receberam um mês de salário adiantado como prometido. O titular da esquadra era sir James Houblon, um rico comerciante que fundou e foi diretor do Banco da Inglaterra. Mais tarde se tornaria o prefeito de Londres - ele prometeu um salário semestral que seria entregue aos tripulantes ou às suas famílias. 
A viagem até La Corunha deveria demorar duas semanas, mas durou cinco meses. Após sua chegada descobriram que a documentação ainda estava em Madrid, e passado um mês esperando na Espanha a tripulação começou a questionar o salário prometido. Eles enviaram uma petição a Houblon pelo pagamento de seus salários a eles ou para suas esposas. Em resposta, o titular da esquadra mandou seu agente prender os homens que fizeram as petições nas prisões dos navios. Alguns marinheiros então mandaram escondidas algumas cartas em navios ingleses que passavam pelo porto de La Corunha, nelas pediam a suas esposas para pressionar Houblon. A resposta dele a isso foi que seus navios e seus homens estavam agora a mando do rei da Espanha e ele poderia "paga-los ou enforcá-los, se quisesse".

### O controle doFancye o Capitão Avery
Com a chegada da resposta de Houblon os tripulantes entraram em desespero, a notícia que ele os havia "vendido" para a coroa da Espanha criou pânico entre os homens. Eis que Avery teve uma solução, em maio de 1694 ele e alguns homens remaram até a cidade e se encontraram com marinheiros dos outros navios, ele tinha um plano para conquistar suas liberdades.
Na noite do dia seguinte recrutas do Charles II foram até o James, um dos recrutas então saudou o marinheiro que estava no convés com a senha, que não entendeu, eles então foram mais claros e revelaram que estavam ali pra leva-los para tomar o controle do Charles II, porém o homem não fazia parte da conspiração e foi correndo para alertar seu capitão, antes deste soar o alarme geral vinte e cinco conspiradores do James lançaram a pinaça, maior de seus barcos, ao mar e seguiram seus colegas em direção ao Charles II.
Do Charles II Avery ouviu o som do alarme do James, ele então sabia que tinha que ser naquele momento, eles se amotinaram, capturaram o vigia, tomaram o convés e o leme do navio, quando o restante dos conspiradores subiram a bordo do Charles II, os tripulantes do James abriram fogo contra o navio rebelde, os espanhóis da fortaleza de La Corunha vendo isso abriram fogo contra o Charles II também. Avery dava as ordens, os homens cortaram a âncora do navio, soltaram as velas e o vento a favor tirou os amotinados do porto de Corunha rumo ao alto-mar.
Alguns quilômetros de La Corunha, Avery foi falar com o Charles Gibson, que estava muito doente e de cama, ele ofereceu a Gibson o posto de capitão, que este não aceitou, Avery então prometeu a ele que o deixaria ir para terra firme junto dos homens que desejassem ir embora, Gibson e outros dezesseis homens pegaram um bote remaram até o continente na manhã seguinte.
Mais tarde naquele mesmo dia Avery reuniu a tripulação, ele propôs que aos homens uma forma de manterem a si e suas famílias, eles iriam saquear navios e assentamentos como previsto, porém por conta própria e não mais no Caribe, eles navegariam para o Oceano Índico, os tripulantes então fizeram de Henry Avery seu capitão.
Avery e sua tripulação então estabeleceram um sistema muito "democrático" para a época e que seria copiado pelos piratas no auge da Era de Ouro da Pirataria alguns anos depois no Caribe, enquanto capitães de corso sob as ordens da Inglaterra ganhavam até quatorze partes a mais que marinheiros comuns, seu capitão receberia apenas uma parte a mais e seu imediato meia parte a mais dos demais marujos. Todas as decisões seriam tomadas mediante a uma votação, exceto em combate onde as ordens do capitão deveriam ser absolutas. Eles votaram pela troca do nome do navio Charles II, que passou a ser chamado de Fancy.

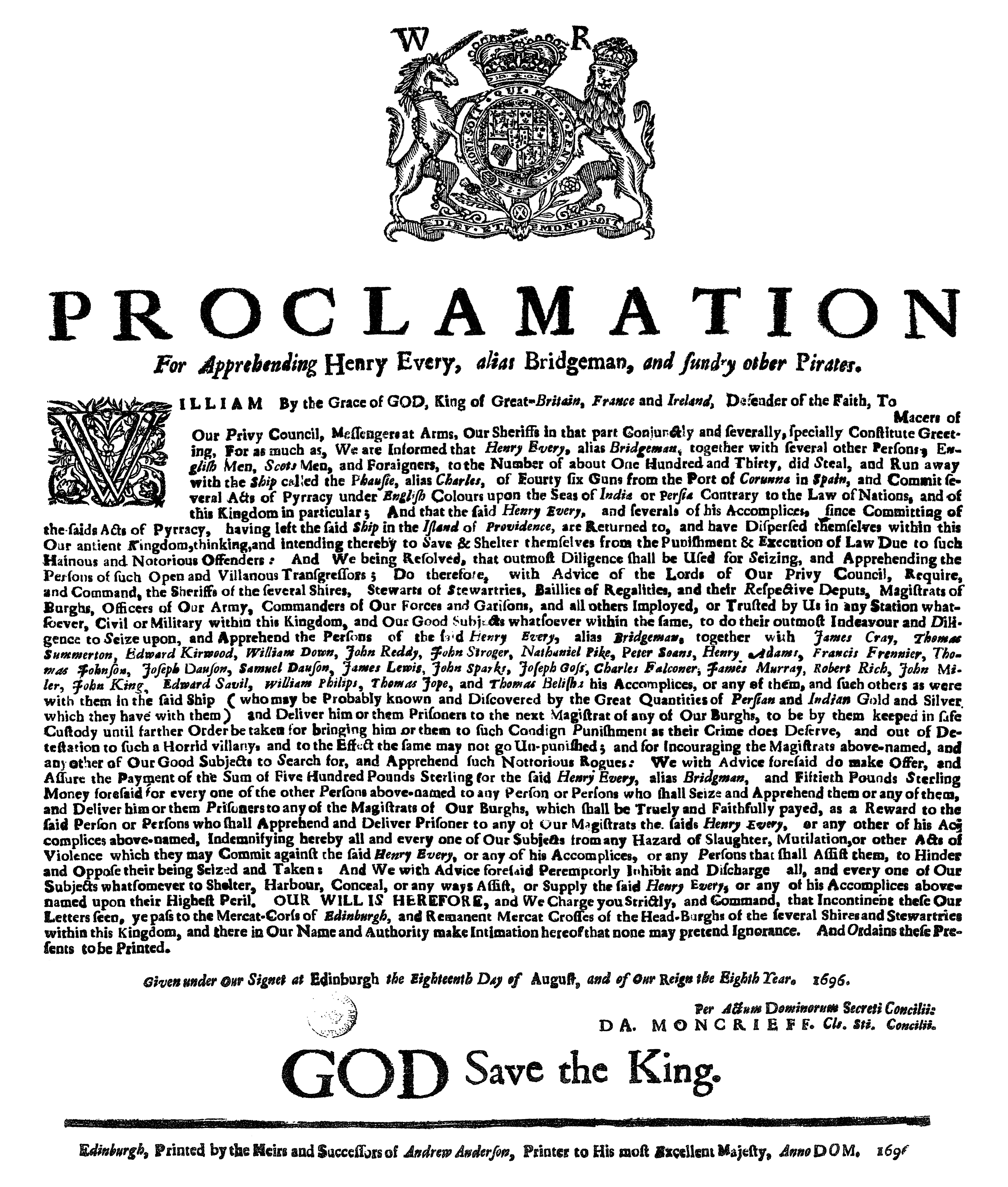
A proclamação para a apreensão de Henry Every, com uma recompensa de 500 libras esterlinas, emitida pelo Conselho Privado da Escócia em 18 de agosto de 1696.

Foi nas ilhas de Cabo Verde que Henry Avery "pirateou" pela primeira vez ao roubar três comerciantes ingleses, ele aproveitou que eles pararam na Ilha do Maio para retirar sal das salinas da ilha, na época o sal era o principal conservante dos alimentos. Com os quarenta e seis canhões do monstro Fancy, os comerciantes não mostraram resistência, Avery roubou alguns mantimentos e a âncora de um dos navios já que o Fancy havia perdido a sua na fuga do porto de La Corunha, ele também fez com que nove homens desses navios se tornassem membros de sua tripulação.
Após o ataque aos três navios ingleses, Avery parece ter se arrependido de ter atacado companheiros britânicos em meio a guerra, ele escreveu uma carta aberta onde dizia que nenhuma embarcação de bandeira britânica ou holandesa deveria temer o Fancy, assinando com um "amigo inglês".
Nas Ilhas Comores, ele fez algumas transformações em seu navio, tornando-o num dos mais rápidos a navegar no Oceano Índico. Para mostrar esta velocidade capturou um navio corsário francês, tendo parte da tripulação deste navio se juntado a Avery, um grupo de quatorze marujos de um navio mercante dinamarquês também se juntou a tripulação do capitão Henry Avery.

### A tomada doGanj-i-sawai
Com alguns prisioneiros de um saque, Avery ficou sabendo que uma frota com muitas riquezas sairia de Mocha, no atual Iêmen, em direção ao Império Mongol, atual Índia, saindo de Madagáscar o Fancy foi em direção a saída do Mar Vermelho esperar o grande ataque de sua história, na frota estavam milhares de muçulmanos voltando de sua peregrinação a Meca e comerciantes com os frutos das negociações entre Arábia e Índia. Entre a frota estavam os navios de tesouro do Grão-Mongol da Índia, esses navios possuíam o que tinha de mais valioso no Oceano Índico. No caminho eles descobriram que não foram os únicos a terem essa ideia, encontraram com dois navios corsários ingleses e três navios piratas americanos, todos com seis canhões cada, com o mesmo objetivo do Fancy, entre eles estava o famoso capitão pirata Thomas Tew de Nova Iorque, eles decidiram se unir e dividir o saque.
Resolveram então se esconder atrás de uma pequena ilha no caminho e esperar a aparição dos navios, porém numa noite a frota do tesouro composta por 25 navios, passou pelo canal silenciosamente e com as luzes apagadas, os piratas não os viram passar, mas um brigue lento ficou para trás e foi capturado, após o interrogatório de sua tripulação os piratas e corsários foram atrás do resto da frota, navegaram ao longo do Golfo de Áden e do Mar da Arábia, dois navios tiveram problemas, um eles abandonaram e atearam fogo para não os atrasarem o outro ficou para trás e desapareceu.
Já próximo a costa indiana eles avistaram um navio grande próximo ao rio Indo, avistaram e se apoderaram dele, o Fath Mahmamadi apesar de maior que o Fancy, possuía apenas seis canhões, o capitão do navio até tentou resistir, mas em vão. Avery se apossou do Fath Mahamamadi que possuía uma grande fortuna para a época, ele tinha algo entre cinquenta e sessenta mil libras em ouro, o que compraria cinquenta vezes o Fancy, para se ter uma ideia um marinheiro comum ganhava de 11,5 a 15 libras anuais na Marinha Real Britânica no início do século XVIII. Porém Avery, por ser ambicioso, deixou então o navio recém capturado sob o comando de seus homens e foi atrás do restante da frota com os capitães dos outros navios.

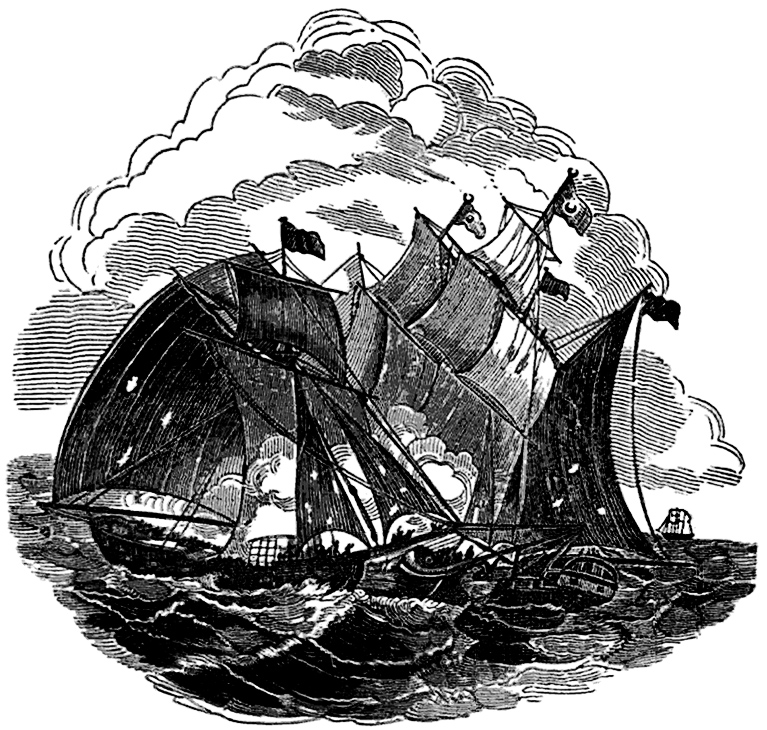
Gravura do livro "The Pirates Own Book" mostrando o Fancy batalhando com o Ganj-i-sawai, conhecido também como Gunsway.

Dois dias depois, navegando pela costa da Índia, um vigia avistou um grande navio indo em direção a Surate, o navio possante de bandeira mongol era o Ganj-i-sawai, também conhecido pelo seu nome anglicizado Gunsway, pertencia ao Grão-Mogol Aurangzeb e tinha 80 canhões, 400 mosquete e 800 homens a bordo, tendo assim uma superioridade imensa contra o Fancy e os outros navios piratas. Além de riquezas incalculáveis o navio transportava a filha do Grão Mogol em peregrinação a Meca.
Durante a batalha marítima o Gunsway  teve diversos problemas, um canhão pesado explodiu e os fragmentos feriram vários tripulantes, uma bala de canhão atingiu a parte inferior do mastro central do navio fazendo ele desabar e o navio perdeu muita velocidade, a tripulação civil estava em desespero. A quantidade de homens dentro do Gunsway  era mais que o dobro da tripulação do Fancy e dos três navios que o acompanhavam, sendo assim poderiam combate-los, porém o capitão Muhammad Ibrahim do Ganj-i-sawai entrou em pânico, ele se escondeu com as concubinas, que ele haviam comprado na Turquia, embaixo do convés do navio. Com isso os piratas tomaram o e Ganj-i-sawai e suas riquezas que valiam cerca de cento e cinquenta mil libras ou mais, após um tempo Avery liberou o navio e sua tripulação que retornou para Surate.
Os espólios da batalha deram um lucro de cerca de mil libras pra cada homem, os navios dos outros capitães seguiram seus caminhos separados. Avery e sua tripulação esperavam que o Grão-Mogol ficasse sabendo do assalto ao navio de sua filha e os caçassem pelo Oceano Índico, então eles fugiram para Madagascar, Avery propôs aos homens que fossem para Nassau, onde ficariam seguros com seus saques, a tripulação aceitou e eles foram em direção a ilha de Nova Providência.
Chegando em Nassau em 1696, o capitão Avery se apresentou como Benjamin Bridgeman, um suposto traficante de escravos que não possuía a autorização da Cia. Real da África e por isso queria se desfazer de seu navio, esse era um delito pequeno comparado ao que Avery e seus homens cometeram, a proposta era que ele daria o navio para o governador Nicholas Trott de Nova Providência, em troca eles queriam poder ficar em Nassau sem serem incomodados, o governador estava interessado em melhorar a defesa da ilha, um navio como o Fancy para poder se proteger dos corsários franceses que rondavam o Caribe naquela época seria perfeito, ele então aceitou Avery e seus piratas sem perguntas, além do navio o governador recebeu propina de novecentas libras da tripulação do Fancy para assegurar a estadia deles lá, isso era o triplo do salário anual de Trott. Depois da estadia em Nassau os tripulantes passaram a buscar seus caminhos, alguns ficaram em Nassau mesmo, outros foram para as colônias inglesas no norte, principalmente para as cidades de Charleston, na Carolina do Sul e Filadélfia, na Pensilvânia, outros voltaram para a Inglaterra, um deles foi Avery.

### Fim da vida
Avery e outros vinte homens de sua tripulação compraram um saveiro de longo curso com quatro canhões chamado Sea Flower e rumaram para Dunfanaghy no nordeste da Irlanda, chegando lá foram em direção a Dublin onde se separam seguindo cada um seu caminho, Avery teria dito ir em direção a Escócia e depois iria para casa, em Devonshire, depois disso nunca mais se soube nada de concreto sobre o paradeiro do capitão pirata Henry Avery.

### Lendas e Histórias

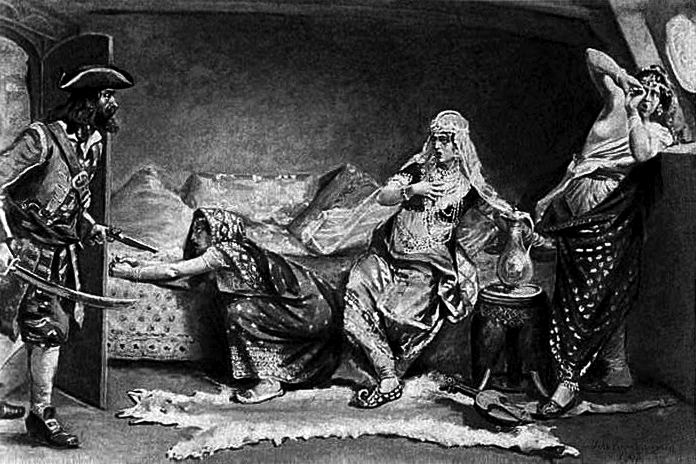
Uma pintura do início do século XX que retrata o encontro do capitão Every com a neta do imperador Aurangzeb na captura do navio Ganj-i-sawai.

Algumas lendas nasceram sobre Henry Avery e sua tripulação, muitas delas nasceram do livro de ficção The Life and Adventure of Captain John Avery, de 1709, uma clara referência a Henry Avery. Nesse livro estariam os relatos do diário de um holandês chamado Adrian van Broeck que teria escapado do suposto reino de Avery em Madagáscar, lá ele teria feito uma cidade com as pilhagens que fez nos mares e seria seu próprio "reino pirata", ele seria dono de mais de quarenta navios de guerra e teria mais de quinze mil homens a seu serviço. Avery nesse reino teria se casado com a neta do Grão-Mogol após o saque do Gunsway  e teria vivido o resta da vida em seu refúgio em Madagáscar na Ilha Sainte-Marie.
Outra lenda sobre Avery nasceu de um livro, esse feito no fim da Era de Ouro da Pirataria, seu nome é História geral dos roubos e assassínios dos maios notáveis piratas, foi publicado em Londres no ano de 1724, esse livro conta que Avery estaria em posse de um saco de diamantes, encontrado na cabine do navio da filha do Grão-Mogol. Avery teria retornado à Inglaterra e tentou vender os diamantes em Bristol para mercadores, mas foi enganado por eles, recebendo só uma pequena parte do valor acordado. Quando acabou o dinheiro, rumou trabalhando até Plymouth e morreu na miséria em Biddeford em 1699.
Uma lenda que mostraria o lado cruel de Avery foi que num lance de ousadia após o saque do Gunsway , o capitão solicitou que grande número de sua própria tripulação desembarcasse em chalupas na costa de Madagáscar, para procurar por água e comida. Sem esperar pelo retorno, levantou âncora e rumou para o Caribe, aumentando em muito a sua própria parte (e dos restantes da tripulação) do tesouro do Gunsway. O destino escolhido foi Nova Providência, pois tal navio chamaria muita atenção na Nova Inglaterra.
Dizem também que quando Avery viajou para a Irlanda, foi deixado um tesouro com quantidade estimada de 400 milhões de dólares, todavia, ninguém mais sabe a localização exata.

## Nome e apelidos
Segundo os registros históricos de sua época na Inglaterra, a grafia original do nome do pirata era Henry Avery, nome pelo qual ele próprio teria assinado por toda a sua vida.  Após a publicação do livro The Life and Adventure of Captain John Avery, retratando a vida da tripulação de um barco pirata inspirado na história de Henry em 1709, essa versão de seu nome popularizou-se.
O Oxford Dictionary of National Biography, publicado em setembro de 2004, usa a grafia Henry Avery para mencionar o pirata.
O apelido Long Ben nunca foi bem explicado, a tripulação o chamava assim já em 1693 antes dele se tornar um capitão pirata. O pseudônimo Benjamin Bridgeman foi usado por Avery para se esconder em Nassau e na sua volta para a Inglaterra, não se sabe o nome que ele adotou quando voltou para sua terra natal. 

## Na Ficção
- O livro The Life and Adventure of Captain John Avery, publicado em Londres no ano de 1709, teria sido escrito por Adrian van Broeck, um holandês que fugiu do cativeiro de Every, ele relata a brutalidade da pirataria, mas romanceia muitas histórias.
- Em 1712 o Teatro Real de Londres exibiu uma peça chamada The Successful Pyrate, sobre a vida de Avery, o suposto "Rei dos Piratas". A peça foi um sucesso, mas recebeu muitas criticas de especialistas que disseram que ela estimulava os atos de pirataria.
- Em 1724 foi publicado em Londres o livro A General History of the Robberies and Murders of the most notorious Pyrates (História geral dos roubos e assassínios dos maios notáveis piratas) de Charles Johnson, o livro foi best-seller na Grã-Bretanha na época.
- Um capitão pirata chamado "Avery" é repetidamente mencionado na série Doctor Who de 1966, no episódio "The Smugglers"; o enredo gira em busca do seu tesouro.
- O episódio "The Curse of the Black Spot" da série Doctor Who de 2011, também possui um capitão pirata chamado Henry Avery, interpretado por Hugh Bonneville, o personagem possui muitas semelhanças com seu homônimo histórico como o serviço a Marinha Britânico antes de entrar para a pirataria e o saque a um grande navio indiano. O capitão Avery aparece também no episódio "A Good Man Goes to War" onde ele ajuda o Doutor na Batalha de Demons Run.
- A banda americana The Jolly Rogers gravou uma canção sobre o capitão Avery chamado "Wicked" em seu álbum Cutlass, Cannons and Curves em 2006.
- Henry é citado no jogo Uncharted 4: A Thief's End, como um pirata que possuía um enorme tesouro escondido, ele também teria feito parte da liga pirata que teria criado uma cidade pirata chamado Libertalia na ilha Baía do Rei em Madagáscar.
- No jogo Assassin's Creed IV: Black Flag existe uma taberna chamada Old Avery, em referência a Henry Avery, nela acontecem algumas missões envolvendo piratas que realmente existiram como o Barba Negra, Hornigold e Mary Read.